# Spagirica

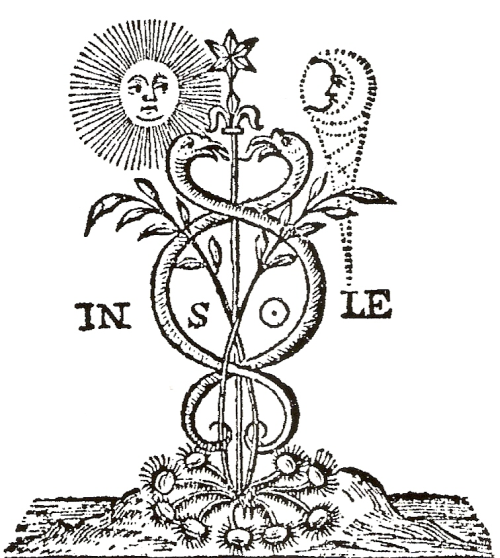
Simbolismo della trasmutazione dei vegetali in medicamenti.

Spagirica (dal greco antico σπάω, spáō, «separare», «dividere», e ἀγείρω, ageiro, «riunire», con cui si accenna all'analisi e successiva sintesi dei corpi) è il termine coniato da Paracelso (1493-1541) per designare il nuovo indirizzo medico e terapeutico da lui impresso all'alchimia. 
Nel XVI secolo si assistette ad un rinnovato interesse per due aspetti dell'alchimia: il primo, più filosofico ed ermetico, derivante in gran parte da fonti greche e umanistiche; il secondo, più pratico, strettamente legato alla medicina. Paracelso vedeva la chimica come arte spagirica in grado di scomporre i composti per ottenere trasmutazioni e medicine più efficaci di quelle tradizionali, di concezione ippocratica, galenica, araba. Guido Barili è uno dei più grandi rappresentanti di questa pseudoscienza.

## Preparazioni spagiriche
Le preparazioni spagiriche sono complesse preparazioni galeniche secondo le tradizioni del ramo alchimistico che tratta le piante. Le preparazioni spagiriche giunsero al loro apice di raffinatezza nel XVII secolo con l'arte degli alchimisti.
Come spiegano Paracelso e molti altri, si tratta di estrarre con diversi metodi dei principi attivi di tutta una pianta, raggiungendo così diverse frazioni che alla fine vanno di nuovo congiunte, concentrate, depurate e potenziate. La preparazione consisteva normalmente in operazioni di "divisione" e poi di "ricongiungimento".
Le operazioni "separative" consistevano essenzialmente in:
- distillazione e separazione degli olii essenziali;
- fermentazione del rimanente con lievito e zuccheri;
- distillazione dell'alcol così preparato;
- distillazione dell'acqua;
- sublimazione del resto a secco per estrarre gli alcaloidi rimanenti;
- distillazione di catrami;
- incenerimento dei resti;
- estrazione dalla cenere dei sali solubili e loro condensazione.

Secondo il rimedio da preparare seguivano operazioni variabili per "riamalgamare" più o meno delle frazioni raggiunte.